# Berthella serenitas
Berthella serenitas is een slakkensoort uit de familie van de Pleurobranchidae. De wetenschappelijke naam van de soort is voor het eerst geldig gepubliceerd in 1962 door Burn.